# Epischoenus quadrangularis
Epischoenus quadrangularis är en halvgräsart som först beskrevs av Johann Otto Boeckeler, och fick sitt nu gällande namn av Charles Baron Clarke. Epischoenus quadrangularis ingår i släktet Epischoenus och familjen halvgräs. Inga underarter finns listade i Catalogue of Life.